# No, Virginia...
No, Virginia... è una raccolta di b-side e bonus track della band statunitense The Dresden Dolls pubblicata nel 2008.

## Tracce
1. "Dear Jenny" – 3:07
2. "Night Reconnaissance" – 3:56
3. "The Mouse and the Model" (demo) – 6:02
4. "Ultima Esperanza" – 4:33
5. "The Gardener" (Yes, Virginia... b-side) – 5:08
6. "Lonesome Organist Rapes Page-Turner" (Yes, Virginia... b-side) – 3:42
7. "Sorry Bunch" – 3:09
8. "Pretty in Pink" (The Psychedelic Furs cover) – 3:57
9. "The Kill" (Yes, Virginia... b-side) – 3:49
10. "The Sheep Song" – 3:59
11. "Boston" (Yes, Virginia... b-side) – 7:20

### Bonus track
1. "Glass Slipper" (Live in St. Louis, 6 gennaio 2008; Edizione Speciale) - 9:00
2. "A Night At the Roses" ("Good Day" b-side; solo in Edizione Speciale) - 4:43
3. "I Would for You" (Yes, Virginia... b-side, Jane's Addiction cover; solo in Edizione Speciale) - 4:33

## Formazione
- Amanda Palmer - voce, piano
- Brian Viglione - batteria, chitarra